# Pori Vandtårn
Pori Vandtårn er et vandtårn i den finske by Pori i landskabet Satakunda. Den ligger ved Pori Gamle Kirkegård og repræsenterer funktionalistisk stil. Vandtårnet er tegnet af den finske arkitekt Bertel Strömmer (1890-1962). Tårnet stod færdigt i 1935 og det er 50 meter højt.
| Bygning eller seværdighed | Spire Denne artikel om en bygning, et bygningsværk eller en seværdighed er en spire som bør udbygges. Du er velkommen til at hjælpe Wikipedia ved at udvide den. |

61°29′05″N 21°46′49″Ø / 61.484794°N 21.780278°Ø